# Grand'Anse (Haiti)
Grand'Anse, (haitisk kreol: Grandans) är en av 10 departement (département) i Haiti. Huvudort är Jérémie. Departementet har 465 800 invånare (2002) och en yta på 1 871 km². Den gränsar till regionerna Nippes och Sud

## Administrativ indelning
Departementet är indelat i 3 arrondissement (arrondissements) som i sin tur är indelade i 12 
kommuner (communes).
- Anse-d'Ainault
  1. Anse-d'Ainault
  2. Dame Marie
  3. Les Irois
- Corail
  1. Corail
  2. Roseaux
  3. Beaumont
  4. Pestel
- Jérémie
  1. Jérémie
  2. Abricots
  3. Trou Bonbon
  4. Moron
  5. Chambellan